# Liga Republicana das Mulheres Portuguesas
Liga Republicana das Mulheres Portuguesas (LRMP)  var en portugisisk kvinnoorganisation, verksam 1907-1912. 
Föreningen verkade för rösträtt, rätten till utbildning och arbete och avskaffande av sexhandel. 